# Antonio Pompa-Baldi
 (juin 2018).
Antonio Pompa-Baldi (né le 1er décembre 1974 à Foggia) est un pianiste italien, résidant aux États-Unis.

## Biographie
Antonio Pompa-Baldi remporte le Concours international de piano de Cleveland en 1999. En 2001, il reçoit la médaille d'argent au onzième Concours international de piano Van-Cliburn,.
Pompa-Baldi est professeur de piano à l'Institut de musique de Cleveland aux États-Unis,
En 2017, il se produit en concert au festival Piano Pic en France. Il se produit régulièrement notamment au Carnegie Hall de New York, Salle Pleyel de Paris, Sala Verdi de Milan, le Grand Théâtre de Shanghai, et Symphony Hall de Boston.

## Source
- (en) Cet article est partiellement ou en totalité issu de l’article de Wikipédia en anglais intitulé « Antonio Pompa-Baldi » (voir la liste des auteurs).